# Themar
Themar település Németországban, azon belül Türingiában. Lakosainak száma 2739 fő (2023. december 31.). Themar Oberstadt és Grub községekkel határos.

## Népesség
A település népességének változása:
| Lakosok száma | 2888 | 2851 | 2784 | 2744 | 2739 |
|               | 2017 | 2019 | 2021 | 2022 | 2023 |